# John Madden Football II
John Madden Football II è un videogioco sportivo di football americano pubblicato dall'Electronic Arts nel 1991 per MS-DOS.